# Morane (Atoll)
Morane (alte Namen: Barstow, Cadmus) ist ein unbewohntes Atoll im südöstlichen Pazifischen Ozean und gehört geografisch zum Tuamotu-Archipel, genauer zur Untergruppe der Gambierinseln. Administrativ zählt die Insel zur Gemeinde Gambier in Französisch-Polynesien. Die nächstgelegene, bewohnte Insel ist Mangareva, rund 220 km im Osten. Die Insel Fangataufa, auf der zwischen 1966 und 1996 französische Kernwaffentests stattfanden, liegt ca. 200 km nordwestlich.

## Geografie
Morane ist ein erdgeschichtlich relativ altes Atoll, daran zu erkennen, dass die vulkanische Zentralinsel bereits völlig unter der Meeresoberfläche versunken ist. Das Atoll ist 4,8 km lang und 3,2 km breit, die gesamte Landfläche beträgt nur 2,8 km². Die Lagune hingegen umfasst 11 km².
Dem geschlossenen Riffkranz sitzen 17 kleine und kleinste Motu aus Korallenschutt, -sand und -trümmern auf, die nur wenige Meter über die Meeresoberfläche ragen. Sie werden von Riffpassagen (Hoa) getrennt, die für den Wasseraustausch zwischen der Lagune und dem Ozean sorgen. Die Lagune hat keine schiffbare Passage zum Meer.

## Flora und Fauna
Das französische Institut des Récifs Coralliens du Pacifique (IRCP) untersuchte Morane mit einer multidisziplinären Gruppe von Wissenschaftlern im November 2019.

### Flora
Die Riffinseln von Morane sind von einem offenen, niedrig bis mittelhoch wachsenden Wald bedeckt, der von Heliotropium arboreum, Pandanus tectorius und Guettarda speciosa dominiert wird. Die Kokospalme kommt in zwei Sorten vor, ist jedoch relativ selten. Monokulturen von Kokospalmen, wie auf den meisten anderen Tuamotu-Inseln, existieren nicht.
Der Unterwuchs besteht aus Scaevola taccada, Boerhavia tetranda, Cassytha filiformis und Laportea. Auf der größten Riffinsel im Norden wachsen überwiegend Pandanusbäume, deren schlecht verrottende Blätter den Boden zudecken.

### Fauna
An landlebenden Tieren kommen vor: Landeinsiedlerkrebse (Coenobitidae), Landkrabben (Gecarcinidae) und der Palmendieb (Birgus latro), seltener sind Skinke (Scincidae) und Hundertfüßer (Chilopoda).
Auf fast allen Gambierinseln ist die Anzahl der Brutplätze für Vögel durch das Einbringen von Prädatoren, insbesondere der Katze (Felis catus) und der Hausratte (Rattus rattus), erheblich zurückgegangen. Morane gilt bislang als frei von eingeschleppten Säugetieren. Vögel können ungestört brüten, insbesondere auch, da Besuche von Menschen äußerst selten sind. Folgende Vögel wurden beobachtet (in der Reihenfolge der Häufigkeit):
- Braunnoddi (Anous Stolidus)
- Südseeläufer (Prosobonia cancellata)
- Bindenfregattvogel (Fregata minor)
- Rotschwanz-Tropikvogel (Phaethon rubricauda)
- Feenseeschwalbe (Gygis alba)
- Murphysturmvogel (Pterodroma ultima)
- Maskentölpel (Sula dactylatra)
- Eilseeschwalbe (Thalasseus bergii)

## Geschichte
Der Ethnologe John F. G. Stokes vom Bishop Museum in Honolulu erkundete für einige Stunden den nordöstlichen Teil von Morane im Rahmen der „Bayard Dominick Expedition“ zu den polynesischen Inseln von 1920. Eine gründliche archäologische Untersuchung des Atolls unterblieb jedoch bislang, daher ist nicht eindeutig geklärt, ob frühe Polynesier dort gesiedelt haben. Einige Tatsachen sprechen gegen eine dauerhafte Besiedlung: Es gibt dort keine Süßwasserquellen, Kokospalmen sind nicht häufig und die Pazifische Ratte kommt nicht vor. Polynesische Siedler führten gewöhnlich Ratten als Nahrungstiere mit und brachten Nahrungspflanzen, zum Beispiel Brotfruchtbäume und Kokospalmen auf den von ihnen entdeckten Inseln aus.
Der amerikanische Anthropologe Kenneth P. Emory erwähnt allerdings, dass Morane zwischen 1862 und 1884 ungefähr zehn bis zwanzig Einwohner hatte, die jedoch keine heute noch sichtbaren Siedlungsspuren hinterließen. Einige Kokospalmen seien 1913 von der Besatzung eines Schoners aus Mangareva gepflanzt worden. Seitdem ist die Insel unbewohnt.
Als Entdecker von Morane wird der amerikanische Walfangkapitän Nathaniel Cary aus Nantucket betrachtet. Im April 1832 erreichte das Walfangschiff Gideon Barstow aus Mattapoisett, von den Gesellschaftsinseln kommend, eine nicht auf den Karten verzeichnete, niedrige Insel. Cary ermittelte die Position 23° 13' Süd und 137° 14' West und nannte sie „Barstow Island“, nach dem Reeder seines Schiffes.
Allerdings ist es möglich, dass der belgische Kaufmann und Abenteurer Jacques-Antoine Moerenhout die Insel bereits drei Jahre zuvor gesichtet hat. 1829 passierte er mit seinem Schoner Volador, von Pitcairn kommend, ein niedriges Atoll ohne eine Passage in die Lagune, von dem er zunächst annahm, es sei Marutea. Die Position von 22° Süd und 137° 50' West, die er ermittelte, liegt allerdings deutlich entfernt von Morane. Moerenhout hat die Insel nicht näher erkundet.
Auf einigen älteren Karten ist das Atoll auch unter dem Namen „Cadmus“ verzeichnet. Höchstwahrscheinlich ist der Name auf das amerikanische Walfangschiff Cadmus aus Fairhaven zurückzuführen, das am 3. August 1842 am Korallenriff einer unbekannten Insel havarierte, die der Beschreibung und der Position nach Morane sein könnte.
Ein weiterer früherer Name von Morane ist möglicherweise „Grimwood's Island“. Am 7. Januar 1828 verließ die Forschungsyacht Discoverer von Hugh Cuming unter dem Kommando von Kapitän Samuel Grimwood Tahiti und nahm Kurs auf Marutea Sud. Auf dem Weg dorthin passierte das Schiff eine kleine, unwirtliche Insel, die auf keiner Karte verzeichnet war. Cuming schreibt dazu:

„Infolgedessen betrachteten wir sie als eine Neuentdeckung. Und ich nannte sie deshalb Grimwood's Island nach unserem Kapitän, der sie zuerst gesehen hatte. Diese Insel liegt bei 22° 23‘ Süd und 140° 10‘ West.“

Cuming betrat die Insel nicht. Der Geograf und freie Autor Lee Motteler glaubt, diese unbekannte Insel sei Morane, obwohl die angegebene Position kaum mit der tatsächlichen übereinstimmt und näher an Fangataufa liegt.
Heute ist die abgelegene Insel unbewohnt und wird nur selten von Menschen betreten. Das Institut des Récifs Coralliens du Pacifique (IRCP) empfiehlt dringend die Unterschutzstellung, die jedoch bislang nicht umgesetzt wurde.